# Benz 70PS
La Benz 70 PS era un'autovettura di lusso prodotta dal 1907 al 1909 dalla Casa automobilistica tedesca Benz & Cie.

## Storia e caratteristiche
Con un elevato per allora prezzo di 30 000 marchi, la Benz 70 PS rappresentò il vertice di gamma della produzione della Casa di Mannheim durante la seconda metà degli anni '900. Si trattava infatti di una vettura che surclassava i già esclusivi modelli 60 PS e 50 PS.

L'architettura della vettura ricalca quella delle sue esclusive "sorelle", e più in generale quella di gran parte della produzione automobilistica di allora. Il telaio era in lamiera di acciaio stampata, con le classiche sospensioni ad assale rigido con molle a balestra. L'impianto frenante, anch'esso assai antico come concezione, era a ceppi ed agiva sull'albero di trasmissione. A proposito di quest'ultimo aspetto, il propulsore trasmetteva il moto al retrotreno tramite una catena, il cambio era a 4 marce e la frizione era a cono con guarnizioni d'attrito in cuoio.

Il propulsore montato sulla 70 PS era anch'esso simile a quello montato su molti altri modelli Benz dell'epoca. Si trattava di un quadricilindrico in linea di tipo biblocco, da 9.850 cm³ di cilindrata. La distribuzione era del tipo a T, cioè con valvole d'aspirazione in testa e valvole di scarico laterali. L'asse a camme era posto lateralmente. La potenza massima erogata da tale propulsore era di 70 CV a 1.300 giri/min, un valore tale da permettere alla 70 PS di raggiungere (per la prima volta in una Benz stradale) la velocità massima di 100 km/h.

Nel breve periodo di produzione della 70 PS non vi furono novità di rilievo: l'unica si ebbe all'inizio dell'ultimo anno di produzione, il 1909, quando la denominazione cambiò in 37/70 PS.

L'eredità della 70 PS venne raccolta da un altro modello assai esclusivo, la Benz 33/75 PS, dotata di propulsore da 8,4 litri, entrata in produzione nel 1912.